# Cyclotrichium longiflorum
Cyclotrichium longiflorum là một loài thực vật có hoa trong họ Hoa môi. Loài này được Leblebici mô tả khoa học đầu tiên năm 1974.